# 大成站 (辽宁省)
大成站位于辽宁省沈阳市铁西区，是沈山铁路北道、沈于线上的车站。车站由沈阳局集团沈阳车务段管辖，不办理客运业务，货运办理整车发到业务，为沈阳市主要的工业站之一。

## 概要
大成站于1940年6月启用，位于沈山北道上。车站所处的沈山北道原为关内外铁路正线，1938年建成的奉天南回线（沈阳站经揽军屯至裕国站）被编为正线，原线路（沈阳站经皇姑屯至裕国站）被划为北线:31,98。
大成站为横列式站型，到发场设有沈山正线2条、到发线5条；调车场设调车线14条以及小型驼峰一座，其中2条为编发线。车站衔接裕国、于洪、沈阳北和沈阳四个方向，其中至沈阳和沈阳北区间线路为单线自动闭塞。站内设有通往电厂、铸造厂、电机厂、耐火厂等数十家单位的专用线，2016年建成物流基地一座。京哈线和京沈客运专线在站场上空高架通过，并在站场西侧设有丁香湖疏解区用于架设连接两条线路的4条联络线。
车站原办理客运业务。2003年非典时期车站被作为非典接待站：进沈阳的旅客列车上若发现疑似非典患者需在该站停车，疑似病患在车站附近的接待室接受隔离检疫。2005年，车站由沈阳铁路局直属站调整由沈阳车务段管辖。
2016年京沈客运专线建设时对车站站场进行多次改造，并重建了调车场信号楼，车站也随之停办客运乘降业务。2018年10月、11月期间车站曾被两度短暂封锁以进行京沈客专沈阳枢纽接入改造。
车站在停办旅客乘降后仍旧办理旅客车票发售业务，2020年7月27日起停办。